# Leergut (Film)
Leergut (Originaltitel: Vratné lahve) ist eine tschechische Filmkomödie von Regisseur Jan Svěrák aus dem Jahr 2007. Dies ist der letzte Film in einer „Trilogie der Lebensalter“; ihm gehen Die Volksschule (1991) und Kolya (1995) voraus, bei denen Jan Svěráks Vater Zdeněk Svěrák ebenfalls das Drehbuch schrieb und die Hauptrolle übernahm.
Der Film kam im März 2007 in die tschechischen Kinos und startete im Januar 2008 in Deutschland. Er wurde auf mehreren Filmfestivals mit dem Publikumspreis ausgezeichnet und gilt als „erfolgreichster tschechischer Film aller Zeiten“.

## Handlung
Der 65-jährige Literatur-Lehrer Josef Weberknecht (im Original: Josef Tkaloun) hat seine rebellierenden Schüler satt und kündigt. Doch allein zu Hause mit seiner Frau Eliška langweilt er sich, also sucht er einen neuen Job. Als Fahrradkurier scheitert er und nimmt schließlich eine Stelle in der Leergutannahme eines Supermarktes an, die für ihn zum neuen Lebensmittelpunkt wird. Während er für seine Kollegen Amor spielt und der schweigsame Mitarbeiter „Schwätzer“, der eigentlich Schneider heißt, am Ende tatsächlich eine Kundin heiratet, ist Josefs Privatleben trist. Über die Jahre hat seine Ehe jeglichen Reiz verloren. Josef gibt sich daher heimlich erotischen Fantasien hin, in denen frühere Kolleginnen, aber auch junge Kundinnen vorkommen. Auch seine Tochter gibt Anlass zur Sorge, da sie so sehr in ihrem Glauben an den Weltuntergang aufgeht, dass ihr Ehemann sie und den gemeinsamen Sohn für eine andere verlässt.
Josef verkuppelt seine Tochter mit einem ehemaligen Kollegen. Gleichzeitig erkennt er, dass seine Ehe vor dem Aus steht, zumal seine Frau von einem Mann, dem sie Französisch-Stunden gibt, verehrt wird und er plötzlich Eifersucht empfindet. Zum 40. Hochzeitstag organisiert er daher eine gemeinsame Ballonfahrt. Aufgrund einer Verquickung unglücklicher Umstände befinden sich Josef und Eliška plötzlich allein im Ballon, der entschwebt und den Josef nur über Funk angewiesen selbst steuern muss. Die Situation der Lebensgefahr schweißt beide zusammen, sodass sie sich auf die weiteren gemeinsamen Jahre freuen, nachdem Josef den Ballon glücklich gelandet hat.

## Kritiken
„[…] ‚Leergut‘ ist einer dieser Filme, die Humor haben – keinen Witz und schon gar keine Gags. Es ist eine Komödie, die auf der Grenze zur Tragikomödie balanciert, und sich gleichzeitig Kitsch erlaubt. Dazu gehört eine der berührendsten Liebeserklärungen der vergangenen Kinojahre […].“

„Wer nicht zu den Fans der sehr speziellen Poesie des osteuropäischen Kinos gehört und das Ganze ‚märchenhaft‘ und ‚skurril‘ finden kann, für den ist diese Altmännerphantasie eine arge Qual: Viel zu lang, viel zu bunt, viel zu gefühlig […].“

## Auszeichnungen
Leergut wurde 2007 auf dem Filmfestival Karlsbad, dem Filmfestival Cottbus und dem CineFest in Hamburg jeweils mit dem Publikumspreis ausgezeichnet.